# ჲ
Hie (ჲე), este o literă arhaică a alfabetului georgian și nu se mai folosește
la scrierea limbii georgiene.

## Reprezentare în Unicode
- Asomtavruli Ⴢ : U+10C2
- Mkhedruli și Nuskhuri ჲ : U+10F2